# Stephanuskerk (Hardenberg)
De Stephanuskerk is van oorsprong de oudste kerk van de stad Hardenberg in de Nederlandse provincie Overijssel en staat aan de Voorstraat in het centrum. Het huidige kerkgebouw stamt uit 1848.

## Geschiedenis
Hardenberg kreeg in 1362 stadsrechten, waarbij in de akte de opdracht werd gegeven om binnen de stadsmuren een kerk te bouwen. Tot dan toe gebruikten de bewoners het kerkje in Nijenstede, waar de meeste Hardenbergers voor die tijd hadden gewoond. Tussen 1362 en 1400 werd de kerk gebouwd en gewijd aan de heilige Stephanus. Bij de Reformatie, die zich rond Hardenberg in het begin van de 17e eeuw afspeelde, gingen de meeste Hardenbergers van het katholicisme over naar het protestantisme. Dit zorgde ervoor dat het interieur werd aangepast, omdat het protestantisme tegen beelden in kerken streed.
In 1708 werd de kerk als een van de weinige gebouwen gespaard bij een stadsbrand door Aaltje Kraak. Hierbij gingen echter wel de meeste kerkboeken verloren. Nog enkele stukken uit het huidige archief dateren van vóór die brand
In 1845 werd de behoefte gevoeld voor een ruimere kerk. De synode kwam tot de conclusie dat de eeuwenoude, middeleeuwse kerk en kerktoren in bouwvallige staat verkeerden. De prijzen voor de afbraak van de oude kerk en de bouw van de nieuwe kerk lagen behoorlijk hoog (15.000 gulden), en omdat de gemeente (Stad Hardenberg) op dat moment ook weinig geld had, besloot men de grootste van de drie kerkklokken, gemaakt door Geert van Wou en met een gewicht van 1540 kilo, te verkopen. In 1847 werd begonnen met de bouw van de kerk als een zogenaamde waterstaatskerk in neoclassicistische stijl. De kerk was in 1848 gereed. Een kenmerk van die stijl was onder andere de lantaarn met het koepeltje. Deze werd in 1890 echter verwijderd en vervangen door een torenspits. De toren werd ook gelijk enkele meters opgehoogd, volgens sommigen om weer hoger te worden dan de nieuwgebouwde Gereformeerde kerk (Höftekerk). De resterende twee klokken (uit 1506 en 1531) van Geert van Wou werden opgenomen in de nieuwe toren.
Het kerkgebouw en de toren werden in 1973 opgenomen al rijksmonumenten. In 2000 en 2001 werd een groot gedeelte van de kerk gerestaureerd.

## Bijzonderheden
- De ingang van de kerk bevond zich lange tijd aan de Voorstraatzijde, maar omdat deze straat steeds drukker werd is deze verwijderd en hebben andere ingangen deze functie overgenomen.
- In de kerk bevindt zich een eenklaviers orgel van Johann Christoff Scheuer uit 1819, dat afkomstig is uit de middeleeuwse kerk. De beelden die hierop staan zijn waarschijnlijk veel ouder.[2]
- De kerk is lange tijd 'de Hervormde kerk van Hardenberg' genoemd. Pas bij de fusie met de Gereformeerde kerken (tot de PKN) heet de kerk weer officieel Stephanuskerk.[3]